# Xanthopimpla occidentalis
Xanthopimpla occidentalis là một loài tò vò trong họ Ichneumonidae.